# Правило площадей

Продольное распределение площади поперечного сечения определяет волновое сопротивление, практически не зависящее от самой формы сечения. Сечения зелёного и синего цветов равноудалены от центра и примерно равны по площади.

Правило площадей — это правило в конструировании летательных аппаратов, позволяющее уменьшить волновое сопротивление на около- и сверхзвуковых скоростях (числа Маха М=0,75 — М=1,2). Данный диапазон скоростей является наиболее используемым среди самолётов современной гражданской и военной авиации.

## Описание
На скоростях полёта, близких к звуковым, местная скорость воздушного потока может достигать скорости звука в местах, где поток огибает элементы конструкции самолёта. Значение скорости, на которой наблюдается такое поведение, варьируется в зависимости от конструкции самолёта и называется критическим числом Маха. Возникающие в таких местах ударные волны оказывают внезапное сильное быстрорастущее сопротивление, называемое волновым сопротивлением. Для снижения мощности ударных волн площадь поперечного сечения самолёта должна меняться вдоль тела самолёта как можно плавнее.
Правило площадей гласит, что два летательных аппарата с одинаковым продольным распределением площади поперечного сечения имеют одинаковое волновое сопротивление, не зависящее от распределения этой площади в направлении поперечном фюзеляжу (то есть на самом фюзеляже или на крыльях). Более того, для того чтобы избежать возникновения сильных ударных волн, это распределение должно быть плавным. Примером применения данного правила может служить сужение фюзеляжа самолёта в местах соединения с крыльями так, чтобы площадь поперечного сечения не менялась.
Данное правило также действует и на скоростях больших скорости звука, но применение его в данном случае несколько сложнее: вместо площади поперечного сечения используются площади сечения касательных плоскостей конуса Маха. Значение волнового сопротивления будет равно сумме значений сопротивлений, рассчитанных для сечений по всем направлениям. Конструкция сверхзвуковых самолётов проектируется с учётом конуса Маха для предусмотренной скорости. Например, для скорости М=1,3 угол возникающего конуса Маха будет равен примерно μ = arcsin(1/1,3) = 50,3°. В данном случае «идеальная форма» самолёта будет «вытянута» назад. Классическими примерами такой конструкции являются Конкорд и Ту-144.

## История открытия

### Германия
Правило площадей было открыто Отто Френцелем в 1943 году во время изучения обтекания воздушным потоком стреловидного крыла и W-образного крыла, имевшего крайне высокое волновое сопротивление. Это сравнительное исследование выполнялось на заводе компании «Юнкерс» в аэродинамической трубе, обеспечивавшей околозвуковую скорость воздушного потока. Френцель описал своё исследование в работе Arrangement of Displacement Bodies in High-Speed Flight, датированной 17 декабря 1943 года, на основании чего в 1944 году он получил соответствующий патент. Результаты исследования Френцеля были представлены широкой публике в марте 1944 года в Немецкой академии исследований в области аэронавтики (Deutsche Akademie der Luftfahrtforschung) на лекции Теодора Цобеля (Theodor Zobel) «Качественно новые пути улучшения характеристик высокоскоростных летательных аппаратов» (Fundamentally new ways to increase performance of high speed aircraft).
Дальнейшее проектирование немецких самолётов в годы войны велось с учётом этого открытия, о чем свидетельствуют, например, зауженные в средней части фюзеляжи таких самолётов, как истребители Messerschmitt P.1112 (наработки использовались при создании американского палубного истребителя F7U), Messerschmitt P.1106 и бомбардировщик Focke-Wulf Fw 239, который также был известен под обозначением Focke-Wulf 1000x1000x1000 (1000 кг бомбовой нагрузки, радиус действия 1000 км, скорость 1000 км/ч). Кроме этого, на использование правила площадей также указывают конструкции с дельтовидным крылом, такие как Henschel Hs 135. Вплотную к такому же открытию подошли и некоторые другие исследователи, в частности Дитрих Кюхеманн, спроектировавший истребитель с конусообразной формой фюзеляжа, названный американцами после его обнаружения в 1946 году «Küchemann Coke Bottle» (прибл. — бутылка из-под «Кока-колы» от Кюхемана). Кюхеманн приблизился к открытию правила площадей, изучая движение воздушного потока над стреловидным крылом по его размаху. Стреловидность крыла, как таковая, является косвенным применением этого правила.

### США
Уоллес Хейз — один из пионеров сверхзвуковых полётов — пришёл к формулированию правила площадей в своих публикациях, первой из которых была его диссертация, защищённая в Калифорнийском технологическом институте в 1947 году.
Ричард Уитком, именем которого правило площадей называется на Западе (Whitcomb area rule), самостоятельно открыл его в 1952 году, работая в исследовательском центре НАСА на авиабазе им. Лэнгли. Проводя исследования в аэродинамической трубе со скоростью потока в 0.95 М, он был впечатлён увеличением аэродинамического сопротивления вследствие образования ударных волн. Уитком пришёл к выводу, что предотвращению резкого увеличения сопротивления будет способствовать устранение неравномерностей в поперечном сечении, для чего фюзеляж самолёта — по крайне мере, в теории — должен быть приближен к обтекаемому телу вращения максимального удлинения. Ударные волны были хорошо видны на фотографиях, сделанных т. н. шлирен-методом, но причина их возникновения при скоростях намного меньше скорости звука, иногда не более 0.70 М, оставалась неизвестной.
В конце 1951 года в исследовательском центре НАСА с лекцией выступил Адольф Буземан, знаменитый немецкий специалист в области аэродинамики, после войны переехавший в США. Темой лекции было поведение воздушного потока, обтекающего самолёт на скоростях, приближающихся к критическому числу Маха, когда воздух перестаёт вести себя, как несжимаемая текучая среда. Инженеры привыкли представлять воздушный поток, плавно обтекающим корпус самолёта, однако на больших скоростях у воздуха «не было времени» на плавное обтекание, и поэтому воздух двигался подобно потоку, состоящему из труб (также можно использовать аналогию со сплошным потоком брёвен, сплавляемых по течению реки). Излагая свою концепцию высокоскоростного движения воздуха вокруг самолёта, Буземан говорил не об общепринятых «линиях обтекания», а о «трубах облетания», и шутливо предлагал инженерам считать себя трубопроводчиками.
Через несколько дней после этой лекции Уиткому пришло озарение — причиной высокого аэродинамического сопротивления были взаимные помехи воздушных «труб» в трёхмерном пространстве. В отличие от ранее принятого представления об обтекании воздухом двухмерного поперечного сечения самолёта теперь нужно было учитывать воздух на некотором удалении от самолёта, также взаимодействующий с этими «трубами». Уитком понял, что теперь становится важной не столько форма фюзеляжа, сколько форма всего самолёта, как единого целого. Это означало, что при разработке общей формы самолёта нужно было учитывать дополнительное поперечное сечение крыльев и хвостового оперения, и что для наибольшего соответствия идеальной форме фюзеляж должен иметь сужение в месте стыковки с ними.

## Применение
Немедленно после его открытия правило площадей было применено в конструкции разрабатываемых в то время самолётов. Одним из наиболее известных случаев была личная переделка Уиткомом конструкции американского истребителя F-102, характеристики которого оказались значительно хуже ожидавшихся. После «вдавливания» фюзеляжа позади крыльев и, несмотря на кажущуюся парадоксальность, увеличения объёма задней части самолёта аэродинамическое сопротивление на околозвуковых скоростях значительно сократилось, и была достигнута проектная скорость в 1.2 М. Полностью правило площадей было учтено при проектировании самолёта F-106, в течение многих лет остававшегося основным всепогодным перехватчиком ВВС США.
Подобным же образом были изменены конструкции многих самолётов того времени: для обеспечения более гладкого профиля либо добавлялись дополнительные топливные баки, либо увеличивалось в размере хвостовое оперение. Советский бомбардировщик Ту-95 получил больше выступающие обтекатели отсека шасси позади обоих внутренних двигателей, что увеличивало общее поперечное сечение самолёта позади корневой части крыльев. Гражданский вариант этого самолёта с 1960 года по настоящее время остаётся самым быстрым винтовым самолётом в мире. Сходное решение было использовано в конструкции самолёта Convair 990, где на задней кромке крыла были добавлены утолщения, предотвращающие образование ударных волн. Этот самолёт с крейсерской скоростью до 0.89 М до сих пор остаётся самым быстрым американским авиалайнером. Инженеры из «Армстронг-Уитворт» предложили дальнейшее развитие этой концепции в виде М-образного крыла, имевшего в своей корневой части обратную стреловидность. Такое крыло позволило сузить фюзеляж по обе стороны от корневой части крыла, а не только после неё, что дало более обтекаемый и в то же время более широкий, в среднем, фюзеляж сравнительно с классическим стреловидным крылом.
Интересным примером применения правила площадей является форма верхней части фюзеляжа самолёта Боинг 747. Этот самолёт был спроектирован для перевозки стандартных транспортных контейнеров, располагавшихся на основной палубе двумя штабелями в ряд по два, что при аварии могло представлять собой серьёзную опасность для экипажа при его обычном размещении в пилотской кабине в носовой части фюзеляжа. Поэтому кабину пилотов перенесли в небольшой «бугорок» над палубой, размер которого — исходя из действующего в то время примата обтекаемости — первоначально был сведён к минимуму. Однако, позднее пришло понимание того, что удлинение этого «бугорка» даст гораздо большее снижение аэродинамического сопротивления, чем его минимизация, поскольку волновое сопротивление удлинённой пилотской кабины «нейтрализовало» волновое сопротивление хвостового стабилизатора. Кабина новой формы стала использоваться на этом самолёте, начиная с серии 747-300, что позволило увеличить крейсерскую скорость и снизить аэродинамическое сопротивление, а также немного увеличить вместимость пассажирского варианта самолёта.
Самолёты, спроектированные с учётом правила площадей (такие как Blackburn Buccaneer и Northrop F-5), выглядели странно по меркам времени их первых испытаний и были названы «летающими бутылками из-под Кока-колы». Однако, правило площадей доказало свою эффективность, и впоследствии — когда оно стало не столько учитываться при проектировании, сколько изначально закладываться в конструкцию самолётов — их фюзеляжи стали вновь приобретать более привычную форму. Несмотря на продолжающееся применение этого правила, отчётливая «талия» присутствует лишь у нескольких самолётов, таких как B-1B Lancer, Learjet 60 и Ту-160. В настоящее время тот же самый эффект достигается компоновочными решениями: сочетанием формы и взаимного расположения ускорителей и грузового отсека на ракетоносителях; положением двигателей впереди крыла Аэробуса А-380, а не непосредственно под ним; положением двигателей позади фюзеляжа Сессны Citation X, а не по бокам от него; формой и расположением фонаря пилотской кабины на F-22 и т. д.